# Санта Мария дел Пополо
„Санта Мария дел Пополо“ (на италиански: Santa Maria del Popolo) е католическа църква на ордена на августинците в град Рим, Италия. Разположена е на 300 m от левия бряг на река Тибър, в северния край на площад „Пиаца дел Пополо“.

## История
„Санта Мария дел Пополо“ е изградена на мястото на романска капела (параклис), построена по време на понтификата на папа Паскалий II до топола (populus), растяща до северните врати на Рим, откъдето получава и името си. Съвременната църква е построена от архитектите Бачо Понтели и Андреа Бреньо през 1472 – 1477 година, а през 1655 – 1660 година главната фасада е преработена в бароков стил от Джовани Лоренцо Бернини.

## Интериор
В централния олтар на храма, изработен от Андреа Бреньо, се съхранява известната икона „Санта Мария дел Пополо“.
Най-голяма забележителност са капелите на църквата, построени като семейни гробници на знатни римски благородници и духовници.
Най-известна е капелата „Киджи“, проектирана от Рафаело за неговия покровител Агостино Киджи. Мозайката в купола на капелата, изоброзяваща Създателя в обкръжението на осемте планети е изработена от Луиджи де Паче през 1516 г., по рисунки на Рафаело. В капелата са и великолепните статуи „Пророк Йона излиза на брега“ от Лоренцето, и „Пророк Данаил с лъвовете“ (1655 – 1657) и „Авакум и ангелът“ (1658 – 1661), последните изваяни от Джовани Лоренцо Бернини, по поръчка на папа Александър VII.
Забележителна е и капелата „Черази“, с творби на Анибале Карачи („Възнесението на Богородица“ – 1601 г.) и на Караваджо („Разпятието на Свети Петър“ – 1601 г. и „Свети Павел по пътя към Дамаск“ – 1601 г.).
Капелата „Дела Ровере“ е изписана от Пинтурикио, капелата „Чибо“ от Карло Марата, и капелата „Бассо дела Ровере“ – от ученици на Пинтурикио.

## Галерия
- Капела „Черази“
- Капелла „Чибо“
- Капелата „Дела Ровере“
- „Бассо делла Ровере“
- Капела „Чибо-Содерини“